# Carroll Parrott Blue
Pour les articles homonymes, voir Blue et Parrott.
Carroll Parrott Blue née le 23 août 1943 à Houston et morte le 11 décembre 2019 dans la même ville, est une réalisatrice et auteure afro-américaine réputée pour ses films documentaires et ses œuvres multimédias interactives. Elle fait partie du mouvement cinématographique L.A. Rebellion.

## Biographie
Carroll Parrott Blue est née à Houston, Texas, États-Unis d’Amérique, en 1943 . Elle grandit à Houston. Sa mère Mollie Carroll Parrott, travaille avec et pour des organisations telles que Negro YWCA, le Garden Club, le parti Texas Negro Democratic et des groupes religieux qui se battent pour les droits civils.
Carroll Parrott Blue obtient une licence en littérature anglaise à l'Université de Boston (1960-1964). Elle obtient un master en beaux-arts à l'Université de Californie à Los Angeles (1976-1980).
Les œuvres documentaires de Carroll Parrott Blue sont axées sur les femmes de la diaspora africaine et sur les thèmes des arts visuels. Son autobiographique The Dawn at my Back, une œuvre combinant film, texte et forme hypermédia, a donné lieu à The Dawn Project et Third Ward Storymapping.
Son travail se concentre principalement sur les documentaires, le cinéma afro-américain et les médias numériques communautaires. Carroll Parrott Blue a aussi travaillé pour la télévision avec Varnette’s World : A Study of a Young Artist en 1979, Smithsonian World, Nigerian Arts-Kindred Spirits, en 1996 and NOVA, Mystery of the Senses, en 2007.
Carroll Parrott Blue fait partie du mouvement cinématographique L.A. Rebellion (1967-1989) aux côtés de Julie Dash, Charles Burnett, Jamaa Fanaka, Haile Gerima, Billy Woodberry, Barbara McCullough, Ben Caldwell, Alile Sharon Larkin et Larry Clark. Les cinéastes de L.A. Rebellion ont proposé une autre vision des personnes noires que celle que véhicule Hollywood. Ils mettent en avant des personnages réalistes dans leurs œuvres. Filmer les Afro-Américains dans leurs communautés est un aspect important de ce travail, comme l'explique Zeinabu irene Davis en 2014: « L'objectif était et est de représenter, de réfléchir et d'enrichir la vie quotidienne des habitants de nos propres communautés ».
Le documentaire de Carroll Parrott Blue Conversations with Roy DeCarava réalisé en 1983 est une œuvre très respectée de la Los Angeles School (en). Ce documentaire examine l’œuvre et la vie du photographe Roy DeCarava à Harlem.
The Dawn at My Back : A Memoir of a Black Texas Upbringing, réalisé en 2003 est un livre, un DVD-ROM et un site Web. Il explore l'histoire de la famille de Carroll Parrott Blue et celle de la communauté noire de Houston. Il a remporté le prix du jury du Festival du film de Sundance en 2004. Il est également élu l'une des 30 meilleures publications de l'Association américaine des presses universitaires par l'American Library Association de 2004,.
Carroll Parrott Blue est passionnée par les transformations et mutations de la ville de Houston et a fondé SEHTA: Southeast Houston Transformation Alliance. De 2006 à 2015, Carroll Parrott Blue est professeure-chercheuse à l'Université de Houston. Elle demande à l'université une subvention Our Town du National Endowment for the Arts afin d'encourager les personnes en arts et architecture à mettre en avant leur communauté. Elle reçoit 100 000 $ pour ce projet. Dans sa quête de changements dans le sud-est de Houston, Carroll Parrott Blue travaille dans les domaines de la narration, du multimédia interactif, de l'art public et du design. SEHTA raconte l'histoire de la communauté en capturant les voix de celle-ci tout en fusionnant les faits objectifs de cette communauté pour atteindre un public universitaire, de développeurs et de donateurs.

## Prix et distinctions
- The Dawn at My Back: Memoir of a Texas Upbringing" remporte le prix 2004 des spectateurs du Sundance Online Film Festival[13].

- Carroll Parrott Blue est nommée membre de l'Académie mondiale des arts et des sciences (en) en 2007[7].

## Filmographie sélectionnée
Carroll Parrott Blue a produit, dirigé et écrit des films, notamment ceux énumérés dans le tableau ci-dessous:
| Titre                                             | Année | Réalisatrice | Productrice | Écrivaine | Commentaire        |
| ------------------------------------------------- | ----- | ------------ | ----------- | --------- | ------------------ |
| "Nova" Mystère des sens: Vision                   | 1995  | Oui          | Non         | Non       | Documentaire       |
| Smithsonian World’s Nigerian Arts-Kindred Spirits | 1990  | Oui          | Oui         | Non       | Documentaire       |
| Conversations with Roy DeCarava                   | 1983  | Oui          | Non         | Non       | Documentaire court |
| Varnette's World: A Study of a Young Artist       | 1979  | Oui          | Non         | Non       | court-métrage      |

## Publications sélectionnées
Dans le travail de Carroll Parrott Blue, elle mélange texte, graphiques et images.
Le poème de Carroll Parrott Blue intitulé Sometimes a poem is Twenty Years of Memory: 1967-1987, présente quelques-unes de ses expériences au début et tout au long de sa carrière. Il explore les interactions entre race, sexe et communauté et son travail dans l'industrie cinématographique. Il relate les bonnes et les mauvaises expériences.